# Electores de Bolívar
Electores de Bolívar (EB) es un partido político regional de centro izquierda del Estado Bolívar, Venezuela. Fue fundado el 6 de febrero de 2004 por el entonces gobernador de ese estado Antonio Rojas Suárez luego de separarse del Movimiento V República (MVR). Su lema es "Caminando hacia el progreso del Estado Bolívar".
Electores de Bolívar fue uno de los partidos encargados en recolectar firmas contra el presidente Hugo Chávez para la revocatoria de mandato en agosto de 2004, pero finalmente Chávez fue reafirmado en su cargo. El partido regional tenía como intención principal servir de base para la reelección de Rojas Suárez para las elecciones regionales de 2004, sin embargo, no logró vencer en esos comicios pero obtuvo dos de las once alcaldías del estado y se ubicó como el tercer partido más grande de esa entidad con el 6,6% de los votos, tras ser superado por el MVR y Acción Democrática (AD). 
En enero de 2008 los partidos políticos opositores a la administración de Hugo Chávez firmaron un Acuerdo de Unidad Nacional, según el cual se lograrían postular candidatos unitarios en toda en Venezuela para las elecciones regionales de noviembre de ese año; Electores de Bolívar no firmó el acuerdo pero se comprometió a cumplirlo, aunque las pugnas con otro partido con fuerza en Bolívar que si forma parte del acuerdo, La Causa R han hecho que no se cumpla la candidatura unitaria y mantengan constantes roces.